# جوناثان هارتلي
جوناثان هارتلي (8 يناير 1960 في المملكة المتحدة - ) (بالإنجليزية: Jonathan Hartley)‏ هو لاعب كريكت بريطاني. لعب مع Oxfordshire County Cricket Club ‏.

## وصلات خارجية
- جوناثان هارتلي على موقع إي آس بي آن كريك إنفو (الإنجليزية)